# Казерта (округ)
Округ Казерта (итал. Provincia di Caserta) је округ у оквиру покрајине Кампанија у јужној Италији. Седиште округа покрајине и највеће градско насеље је истоимени град Казерта.
Површина округа је 2.639 km², а број становника 901.420 (2008. године).

## Природне одлике
Округ Казерта чини северозападни део историјске области Кампаније. Он се налази у јужном делу државе, са изласком на Тиренско море на западу. Већи део округа обухвата плодну и густо насељену Кампањску равницу, коју гради река Волтурно у доњем делу свог тока, пре улива у море. Северни део округа је планински, у оквиру приморскод дела Апенина.

## Становништво
По последњим проценама из 2008. године у округу Казерта живи преко 900.000 становника. Густина насељености је изузетно велика, близу 350 ст/км². Равничарски део округа је боље насељен, док је северни, планински део ређе насељен и слабије развијен.
Поред претежног италијанског становништва у округу живе и известан број досељеника из свих делова света.

## Општине и насеља
У округу Казерта постоји 104 општине (итал. Comuni).
Најважније градско насеље и седиште округа је град Казерта (80.000 ст.) у југоисточном делу округа. Други по величини је град Аверза (52.000 ст.) у јужном делу округа. Највећи град на мору је Мондрагоне (27.000 ст.) у западном делу округа.